# Крајпуташ Милану Дамљановићу у Брђанима
Крајпуташ Милану Дамљановићу у Брђанима (Oпштина Горњи Милановац) налази се у близини Ибарске магистрале, крај старе путне деонице. Посвећен је војнику Милану Дамљановићу из села Луњевица, који је погинуо у Јаворском рату 1876. године.

Крајпуташ су, у близини своје куће, подигли Миланова ћерка Ката и зет Лазар Тодосијевић почетком 20. века.

## Опис
Споменик припада типу „капаша”. Исклесан је од тврдог грабовичког камена и добро очуван.
С предње стране споменика, испод декоративног крста, уклесан је епитаф. Изнад натписа уклесан је стилизован цвет са два листа. На бочним странама приказани су масиван чекић (мацола) – симбол заната којим се покојник бавио и пушка, симбол војничке службе.

## Епитаф
Овај спомен показује
војника II чете
III батаљина I позива
наро[дне] војск[е]
МИЛАНА ДАМЉАНОВИЋА
из Луњевице
ср[ез] Таковски.
Поживи 26 [година]
па погибе
борећи се са турцима
на Јавору 1876. г.
Овај спомен му подиже
кћи Ката и зет Лазар
Тодосијевић.